# Bernhard Kellermann
Bernhard Kellermann (n. 4 martie 1879, Fürth, Germania – d. 17 octombrie 1951, Klein Glienicke, Brandenburg, Germania) a fost un scriitor german din fosta RDG.

## Scrieri
- 1904: Yester și Li ("Yester und Li")
- 1909: Nebunul ("Der Tor")
- 1913: Tunelul ("Der Tunnel")
- 1920: 9 noiembrie ("Der 9. November")
- 1925: Frații Schellenberg ("Die Brüder Schellenberg")
- 1948: Dansul morții ("Totentanz").

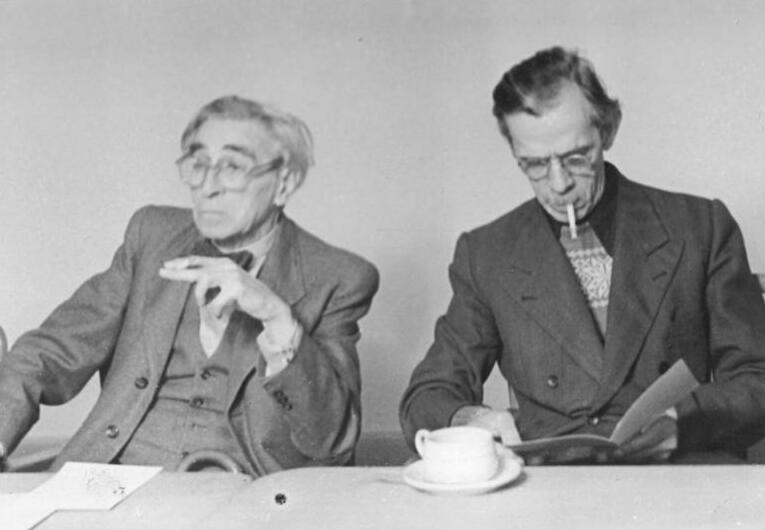
Bernhard Kellermann alături de pictorul Otto Nagel, președinte al Academiei de Arte a RDG